# Liste der Bischöfe der Methodistischen Kirche
Dies ist die Liste von den Bischöfinnen und Bischöfen der Evangelisch-methodistischen Kirche in chronologischer Reihenfolge ihrer ersten Wahl. Die Schreibweise der Namen weicht in den Fällen von der offiziellen Liste aus dem engl. The Book of Discipline (2016) ab, wenn sie im deutschsprachigen Raum anders geschrieben werden. Zum besseren Verständnis findet sich bei den Bischöfen, die vor 1968 gewählt wurden, der Hinweis, in welcher Vorgängerkirche sie gewählt wurden.

## 1784–1807
- Thomas Coke 1784–1814 Bischöfliche Methodistenkirche
- Francis Asbury 1784–1816 Bischöfliche Methodistenkirche
- Richard Whatcoat 1800–1806 Bischöfliche Methodistenkirche
- Philipp Wilhelm Otterbein 1800–1813 Kirche der Vereinigten Brüder in Christo[1]
- Martin Boehm 1800–1812 Kirche der Vereinigten Brüder in Christo
- Jakob Albrecht 1807–1808 Evangelische Gemeinschaft[2]

## 1808–1825
- William M'Kendree 1808–1835 Bischöfliche Methodistenkirche
- Christian Newcomer 1813–1830 Kirche der Vereinigten Brüder in Christo
- Enoch George 1816–1828 Bischöfliche Methodistenkirche[3]
- Robert Richford Roberts 1816–1843 Bischöfliche Methodistenkirche[4]
- Andrew Zeller 1817–1821 Kirche der Vereinigten Brüder in Christo
- Joseph Hoffman 1821–1825 Kirche der Vereinigten Brüder in Christo
- Joshua Soule 1824–1844 Bischöfliche Methodistenkirche ab 1844–1853 Bischöfliche Methodistenkirche des Südens[5]
- Elijah Hedding 1824–1852 Bischöfliche Methodistenkirche[6]
- Henry Kumler Sen. 1825–1845 Kirche der Vereinigten Brüder in Christo

## 1826–1850
- John Emory 1832–1835 Bischöfliche Methodistenkirche[7]
- James Osgood Andrew 1832–1844 Bischöfliche Methodistenkirche ab 1844–1866 Bischöfliche Methodistenkirche des Südens[8]
- Samuel Hiestand 1833–1838 Kirche der Vereinigten Brüder in Christo
- William Brown 1833–1837 Kirche der Vereinigten Brüder in Christo
- Beverly Waugh 1836–1858 Bischöfliche Methodistenkirche[9]
- Thomas Asbury Morris 1836–1864 Bischöfliche Methodistenkirche[10]
- Jacob Erb 1837–1845, 1849–1853 Kirche der Vereinigten Brüder in Christo
- John Seybert 1839–1860 Evangelische Gemeinschaft[11]
- Henry Kumler Jr 1841–1845, 1861–1865 Kirche der Vereinigten Brüder in Christo
- John Coons 1837–1841 Kirche der Vereinigten Brüder in Christo[12]
- Joseph Long 1843–1869 Evangelische Gemeinschaft[13]
- Leonidas Lent Hamline 1844–1852 Bischöfliche Methodistenkirche[14]
- Edmund Storer Janes 1844–1876 Bischöfliche Methodistenkirche[15]
- John Russel 1845–1849, 1857–1861 Kirche der Vereinigten Brüder in Christo
- Jacob John Glossbrenner 1845–1885 Kirche der Vereinigten Brüder in Christo
- William Hanby 1845–1849 Kirche der Vereinigten Brüder in Christo
- William Capers 1846–1855 Bischöfliche Methodistenkirche[16]
- Robert Paine 1846–1882 Bischöfliche Methodistenkirche[17]
- David Edwards 1849–1876 Kirche der Vereinigten Brüder in Christo
- Henry Bidleman Bascom 1850–1850 Bischöfliche Methodistenkirche des Südens[18]

## 1851–1875
- Levi Scott 1852–1882 Bischöfliche Methodistenkirche[19]
- Matthew Simpson 1852–1884 Bischöfliche Methodistenkirche[20]
- Osman Cleander Baker 1852–1871 Bischöfliche Methodistenkirche[21]
- Edward Raymond Ames 1852–1879 Bischöfliche Methodistenkirche[22]
- Lewis Davis 1853–1861 Kirche der Vereinigten Brüder in Christo
- George Foster Pierce 1854–1884 Bischöfliche Methodistenkirche des Südens[23][24]
- John Early 1854–1873 Bischöfliche Methodistenkirche des Südens[25]
- Hubbard Hinde Kavanaugh Bischöfliche Methodistenkirche des Südens 1854–1884[26]
- Francis Burns 1858–1863 Bischöfliche Methodistenkirche; 1. Missionsbischof: Afrika[27]
- William W. Orwig 1859–1963 Evangelische Gemeinschaft
- Jacob Markwood 1861–1869 Kirche der Vereinigten Brüder in Christo
- Daniel Shuck 1861–1869 Kirche der Vereinigten Brüder in Christo
- John Jacob Esher 1863–1901 Evangelische Gemeinschaft
- Davis Wasgatt Clark 1864–1871 Bischöfliche Methodistenkirche[28]
- Edward Thomson 1864–1870 Bischöfliche Methodistenkirche[29]
- Calvin Kingsley 1864–1870 Bischöfliche Methodistenkirche[30]
- Jonathan Weaver 1865–1893 Kirche der Vereinigten Brüder in Christo
- William May Wightman 1866–1882 Bischöfliche Methodistenkirche des Südens[31]
- Enoch Mather Marvin 1866–1877 Bischöfliche Methodistenkirche des Südens[32]
- David Seth Doggett 1866–1880 Bischöfliche Methodistenkirche des Südens[33]
- Holland Nimmons McTyeire 1866–1889 Bischöfliche Methodistenkirche des Südens[34]
- John Wright Roberts 1866–1875 Bischöfliche Methodistenkirche; 2. Missionsbischof: Afrika[35]
- John Dickson 1869–1893 Kirche der Vereinigten Brüder in Christo
- John Christian Keener 1870–1906 Bischöfliche Methodistenkirche des Südens[36]
- Reuben Yeakel 1871–1879 Evangelische Gemeinschaft
- Thomas Bowman 1872–1914 Bischöfliche Methodistenkirche[37]
- William Logan Harris 1872–1887 Bischöfliche Methodistenkirche[38]
- Randolph Sinks Foster 1872–1903 Bischöfliche Methodistenkirche[39]
- Isaac William Wiley 1872–1884 Bischöfliche Methodistenkirche[40]
- Stephen Mason Merrill 1872–1905 Bischöfliche Methodistenkirche[41]
- Edward Gayer Andrews 1872–1907 Bischöfliche Methodistenkirche[42]
- Gilbert Haven 1872–1880 Bischöfliche Methodistenkirche[43]
- Jesse Truesdell Peck 1872–1883 Bischöfliche Methodistenkirche[44]
- Rudolph Dubs 1875–1891 Evangelische Gemeinschaft ab 1891–1902 Vereinigte Evangelische Kirche
- Thomas Bowman 1875–1915 Evangelische Gemeinschaft

## 1876–1900
- Milton Wright 1877–1881, 1885–1889 Kirche der Vereinigten Brüder in Christo
- Nicholas Castle 1877–1905 Kirche der Vereinigten Brüder in Christo
- Henry White Warren 1880–1912 Bischöfliche Methodistenkirche[45]
- Cyrus David Foss 1880–1910 Bischöfliche Methodistenkirche[46]
- John Fletcher Hurst 1880–1903 Bischöfliche Methodistenkirche[47]
- Erastus Otis Haven 1880–1881 Bischöfliche Methodistenkirche[48]
- Ezekiel Boring Kephart 1881–1905 Kirche der Vereinigten Brüder in Christo
- Alpheus Waters Wilson 1882–1916 Bischöfliche Methodistenkirche des Südens[49]
- Linus Parker 1882–1885 Bischöfliche Methodistenkirche des Südens[50]
- John Cowper Granbery 1882–1907 Bischöfliche Methodistenkirche des Südens[51]
- Robert Kennon Hargrove 1882–1905 Bischöfliche Methodistenkirche des Südens[52]
- William Xavier Ninde 1884–1901 Bischöfliche Methodistenkirche[53]
- John Morgan Walden 1884–1914 Bischöfliche Methodistenkirche[54]
- Willard Francis Mallalieu 1884–1911 Bischöfliche Methodistenkirche[55]
- Charles Henry Fowler 1884–1908 Bischöfliche Methodistenkirche[56]
- William Taylor 1884–1902 Bischöfliche Methodistenkirche; 3. Missionsbischof: Afrika[57]
- Daniel Kumler Flickinger 1885–1889 Kirche der Vereinigten Brüder in Christo
- William Wallace Duncan 1886–1908 Bischöfliche Methodistenkirche des Südens[58]
- Charles Betts Galloway 1886–1909 Bischöfliche Methodistenkirche des Südens[59]
- Eugene Russell Hendrix 1886–1927 Bischöfliche Methodistenkirche des Südens[60]
- Joseph Staunton Key 1886–1910 Bischöfliche Methodistenkirche des Südens[61]
- John H. Vincent 1888–1904 Bischöfliche Methodistenkirche; ab 1900 Europa[62][63]
- James Newbury FitzGerald 1888–1907 Bischöfliche Methodistenkirche[64]
- Isaac Wilson Joyce 1888–1905 Bischöfliche Methodistenkirche[65]
- John Philip Newman 1888–1899 Bischöfliche Methodistenkirche[66]
- Daniel Ayres Goodsell 1888–1909 Bischöfliche Methodistenkirche[67]
- James Mills Thoburn 1888–1908 Bischöfliche Methodistenkirche; 1. Missionsbischof: Indien und Malaysia[68]
- James W. Hott 1889–1902 Kirche der Vereinigten Brüder in Christo
- Atticus Green Haygood 1890–1896 Bischöfliche Methodistenkirche des Südens[69][70]
- Oscar Penn Fitzgerald 1890–1911 Bischöfliche Methodistenkirche des Südens[71]
- Wesley Matthias Stanford 1891–1902 Vereinigte Evangelische Kirche
- Christian S. Haman 1891–1894 Vereinigte Evangelische Kirche
- Sylvanus C. Breyfogel 1891–1922 Evangelische Gemeinschaft ab 1922 - 1930 Evangelische Kirche
- William Horn 1891–1915 Evangelische Gemeinschaft
- Job S. Mills 1893–1909 Kirche der Vereinigten Brüder in Christo
- Charles Cardwell McCabe 1896–1906 Bischöfliche Methodistenkirche[72]
- Joseph Crane Hartzell 1896–1929 Bischöfliche Methodistenkirche; Missionsbischof: Afrika[73]
- Earl Cranston 1896–1932 Bischöfliche Methodistenkirche[74]
- Warren Akin Candler 1898–1929 Bischöfliche Methodistenkirche des Südens[75]
- Henry Clay Morrison 1898–1921 Bischöfliche Methodistenkirche des Südens[76]
- David Hastings Moore 1900–1912 Bischöfliche Methodistenkirche; –1904 China, Japan, Korea; –1908 Portland, Oregon; –1912 Cincinnati, Ohio[77]
- John William Hamilton 1900–1916 Bischöfliche Methodistenkirche; –1908 San Francisco; –1916 Boston[78]
- Edwin Wallace Parker 1900–1901 Bischöfliche Methodistenkirche; Missionsbischof: Indien[79]
- Francis Wesley Warne 1900–1932 Bischöfliche Methodistenkirche; –1920 Missionsbischof: Indien; ab 1920 Bischof[80]

## 1901–1912
- George Martin Mathews 1902–1921 Kirche der Vereinigten Brüder in Christo
- Alexander Coke Smith 1902–1906 Bischöfliche Methodistenkirche des Südens[81]
- Elijah Embree Hoss 1902–1918 Bischöfliche Methodistenkirche des Südens; 1905–1908 Vorsitzender Bischof Brasilien und 1910–1915 Orient[82]
- Henry Burns Hartzler 1902–1910 Vereinigte Evangelische Kirche
- William Franklin Heil 1902–1910, 1918–1922 Vereinigte Evangelische Kirche
- Joseph Flintoft Berry 1904–1931 Bischöfliche Methodistenkirche; 1904–1912 Buffalo; ab 1912 Philadelphia[83]
- Henry Spellmeyer 1904–1910 Bischöfliche Methodistenkirche[84]
- William Fraser McDowell 1904–1937 Bischöfliche Methodistenkirche[85]
- James Whitford Bashford 1904–1919 Bischöfliche Methodistenkirche; 1904–1918 China[86]
- William Burt 1904–1936 Bischöfliche Methodistenkirche; 1904–1912 Europa[87][63]
- Luther Barton Wilson 1904–1928 Bischöfliche Methodistenkirche[88]
- Thomas Benjamin Neely 1904–1912 Bischöfliche Methodistenkirche; 1904–1908 Argentinien; 1908–1912 USA, Mexiko[89]
- Isaiah Benjamin Scott 1904–1931 Bischöfliche Methodistenkirche; Missionsbischof: Liberia[90]
- William Fitzjames Oldham 1904–1928 Bischöfliche Methodistenkirche; 1904–1912 Missionsbischof: Südasien; ab 1916 Bischof[91]
- John Edward Robinson 1904–1922 Bischöfliche Methodistenkirche; Missionsbischof: Indien[92]
- Merriman Colbert Harris 1904–1921 Bischöfliche Methodistenkirche; Missionsbischof: Japan[93]
- William Marion Weekley 1905–1917 Kirche der Vereinigten Brüder in Christo
- William Melvin Bell 1905–1929 Kirche der Vereinigten Brüder in Christo
- Thomas Coke Carter 1905–1913 Kirche der Vereinigten Brüder in Christo
- John James Tigert III 1906–1906 Bischöfliche Methodistenkirche des Südens[94]
- Seth Ward 1906–1909 Bischöfliche Methodistenkirche des Südens[95]
- James Atkins 1906–1923 Bischöfliche Methodistenkirche des Südens[96]
- Samuel P. Spreng 1907–1922 Evangelische Gemeinschaft ab 1922–1930 Evangelische Kirche
- William Franklin Anderson 1908–1932 Bischöfliche Methodistenkirche; 1908–1912 Chattanooga, Tennessee; 1912–1924 Cincinnati, Ohio und 1915–1918 Italien, Frankreich, Finnland, Norwegen, Nordafrika, Russland; 1924–1932 Boston[97]
- John Louis Nuelsen 1908–1940 Bischöfliche Methodistenkirche ab 1939 Methodistenkirche; 1908–1912 Nebraska; 1912–1940 Europa[98][63]
- William Alfred Quayle 1908–1925 Bischöfliche Methodistenkirche; Oklahoma City[99]
- Charles William Smith 1908–1914 Bischöfliche Methodistenkirche[100]
- Wilson Seeley Lewis 1908–1921 Bischöfliche Methodistenkirche; China[101]
- Edwin Holt Hughes 1908–1950 Bischöfliche Methodistenkirche ab 1939 Methodistenkirche[102]
- Robert McIntyre 1908–1914 Bischöfliche Methodistenkirche; Oklahoma, Texas, Kansas[103]
- Frank Milton Bristol 1908–1932 Bischöfliche Methodistenkirche[104]
- Collins Denny 1910–1932 Bischöfliche Methodistenkirche des Südens[105]
- John Carlisle Kilgo 1910–1922 Bischöfliche Methodistenkirche des Südens[106]
- William Belton Murrah 1910–1925 Bischöfliche Methodistenkirche des Südens[107]
- Walter Russell Lambuth 1910–1921 Bischöfliche Methodistenkirche des Südens[108]
- Richard Green Waterhouse 1910–1918 Bischöfliche Methodistenkirche des Südens[109]
- Edwin DuBose Mouzon 1910–1937 Bischöfliche Methodistenkirche des Südens; 1910–1920 Texas; 1922–1926 Tennessee, 1926–1930 Upper South Carolina, South Carolina; 1926–1934 North Carolina; 1934–1937 Virginia, West Virginia, Baltimore, Washington, D.C.[110]
- James Henry McCoy 1910–1919 Bischöfliche Methodistenkirche des Südens[111]
- William Hargrave Fouke 1910–1918 Vereinigte Evangelische Kirche
- Uriah Frantz Swengel 1910–1918 Vereinigte Evangelische Kirche
- Homer Clyde Stuntz 1912–1924 Bischöfliche Methodistenkirche[112]
- William Orville Shepard 1912–1931 Bischöfliche Methodistenkirche[113]
- Theodore Sommers Henderson 1912–1929 Bischöfliche Methodistenkirche; Cincinnati[114]
- Naphtali Luccock 1912–1916 Bischöfliche Methodistenkirche[115]
- Francis John McConnell 1912–1953 Bischöfliche Methodistenkirche; Denver, Pittsburgh, New York, Mexiko[116][117]
- Frederick DeLand Leete 1912–1936 Bischöfliche Methodistenkirche; 1912–1920 in Atlanta, 1920–1928 in Indianapolis, 1928–1936 in Omaha.
- Richard Joseph Cooke 1912–1920 Bischöfliche Methodistenkirche[118][119]
- Wilbur Patterson Thirkield 1912–1928 Bischöfliche Methodistenkirche[120]
- John Wesley Robinson 1912–1947 Bischöfliche Methodistenkirche; 1912–1920 Missionsbischof: Südasien; 1920–1947 Bischof[121]
- William Perry Eveland 1912–1916 Bischöfliche Methodistenkirche; Missionsbischof: Südostasien[122]

## 1913–1925
- Henry Harness Fout 1913–1941 Kirche der Vereinigten Brüder in Christo
- Cyrus Jeffries Kephart 1913–1925 Kirche der Vereinigten Brüder in Christo
- Alfred Taylor Howard 1913–1921 Kirche der Vereinigten Brüder in Christo
- Gottlieb Heinmiller 1915–1922 Evangelische Gemeinschaft
- Lawrence Hoover Seager 1915–1922 Evangelische Gemeinschaft ab 1922–1934 Evangelische Kirche
- Herbert George Welch 1916–1936 Bischöfliche Methodistenkirche; 1916–1928 Seoul; 1928-1932 Pittsburgh; 1932–1936 China[123]
- Thomas Nicholson 1916–1932 Bischöfliche Methodistenkirche[124]
- Adna Wright Leonard 1916–1943 Bischöfliche Methodistenkirche; San Francisco; Pittsburgh; Washington, D.C.[125]
- Matthew Simpson Hughes 1916–1920 Bischöfliche Methodistenkirche[126]
- Charles Bayard Mitchell 1916–1928 Bischöfliche Methodistenkirche; 1916–1924 St. Paul; 1924–1928 Philippinen[127]
- Franklin Elmer Ellsworth Hamilton 1916–1918 Bischöfliche Methodistenkirche; Pittsburgh[128]
- Alexander Priestly Camphor 1916–1919 Bischöfliche Methodistenkirche; letzter Missionsbischof für Liberia[129]
- Eben Samuel Johnson 1916–1939 Bischöfliche Methodistenkirche; 1916–1920 Missionsbischof: Africa; 1920–1939 Bischof[130]
- William H. Washinger 1917–1928 Kirche der Vereinigten Brüder in Christo
- John Monroe Moore 1918–1938 Bischöfliche Methodistenkirche des Südens; 1918–1922 Brasilien; 1922–1926 Osttexas und Oklahoma;  1922–1926 Westtexas und New Mexico; 1930–1934 Georgia und Florida; 1934–1938 Missouri und Arkansas[131]
- William Fletcher McMurry 1918–1934 Bischöfliche Methodistenkirche des Südens
- Urban Valentine Williams Darlington 1918–1954 Bischöfliche Methodistenkirche des Südens;  Kentucky; West Virginia; Mississippi; Europa (Belgien, Polen und Tschechoslowakei)[132]
- Horace Mellard DuBose 1918–1941 Bischöfliche Methodistenkirche des Südens[133]
- William Newman Ainsworth 1918–1943 Bischöfliche Methodistenkirche des Südens[134]
- James Cannon Jr 1918–1944 Bischöfliche Methodistenkirche des Südens[135]
- Matthew T. Maze 1918–1922 Vereinigte Evangelische Kirche ab 1922–1934 Evangelische Kirche
- Lauress John Birney 1920–1932 Bischöfliche Methodistenkirche; China[136]
- Frederick Bohn Fisher 1920–1930 Bischöfliche Methodistenkirche; Indien[137]
- Charles Edward Locke 1920–1940 Bischöfliche Methodistenkirche[138]
- Ernest Lynn Waldorf 1920–1943 Bischöfliche Methodistenkirche; Kansas City[139]
- Edgar Blake 1920–1943 Bischöfliche Methodistenkirche[140]
- Ernest Gladstone Richardson 1920–1943 Bischöfliche Methodistenkirche[141]
- Charles Wesley Burns 1920–1938 Bischöfliche Methodistenkirche[142]
- Harry Lester Smith 1920–1951 Bischöfliche Methodistenkirche[143]
- George Harvey Bickley 1920–1924 Bischöfliche Methodistenkirche[144]
- Frederick Thomas Keeney 1920–1952 Bischöfliche Methodistenkirche[145]
- Charles Larew Mead 1920–1941 Bischöfliche Methodistenkirche; 1920-1932 Denver; 1932-1939 Kansas City; ab 1939 –1941 Methodistenkirche: Jurisdiktionalkonferenz des mittleren Südens[146]
- Anton Bast 1920–1928 Bischöfliche Methodistenkirche; Skandinavien[147]
- Robert Elijah Jones 1920–1960 Bischöfliche Methodistenkirche; ab 1939 Methodistenkirche: Zentral Jurisdiktionalkonferenz[148]
- Matthew Wesley Clair 1920–1936 Bischöfliche Methodistenkirche;1920–1926 Liberia; 1926–1936 Kentucky, Tennessee[149]
- Arthur R. Clippinger 1921–1946 Kirche der Vereinigten Brüder in Christo ab 1946 Evangelische Vereinigte Brüderkirche
- William Benjamin Beauchamp 1922–1926 Bischöfliche Methodistenkirche des Südens; 1922–1926 Europa[150][63]
- James Edward Dickey 1922–1928 Bischöfliche Methodistenkirche des Südens[151]
- Samuel Ross Hay 1922–1938  Bischöfliche Methodistenkirche des Südens; 1922–1924 China; 1924–1934 Texas, Arkansas, Louisiana, New Mexico, Alabama, Florida, Pazifikküste[152][153]
- Hoyt McWhorter Dobbs 1922–1944 Bischöfliche Methodistenkirche des Südens; Brasilien, Alabama, Florida, Louisiana, Mississippi; ab 1939 Methodistenkirche[154]
- Hiram Abiff Boaz 1922–1938 Bischöfliche Methodistenkirche des Südens; 1922–1926 Ferner Osten; Arkansas, Oklahoma, Texas, New Mexico[155][156]
- John Francis Dunlap 1922–1934 Evangelische Kirche
- George Amos Miller 1924–1934  Bischöfliche Methodistenkirche; Mexiko-Stadt, Buenos Aires, Santiago[157]
- Titus Lowe 1924–1948  Bischöfliche Methodistenkirche; 1924–1928 Singapur; 1928–1939 Portland; ab 1939–1948 Methodistenkirche: Indianapolis[158]
- George Richmond Grose 1924–1939 Bischöfliche Methodistenkirche; China[159]
- Brenton Thoburn Badley 1924–1945  Bischöfliche Methodistenkirche; 1924–1936 Bombay, Gujarat, Hyderabad, Südindien; 1936–1945 Delhi, Nordindien, Indus River[160]
- Wallace Elias Brown 1924–1939 Bischöfliche Methodistenkirche; 1924–1928 China; 1928-1932 Helena;  1932–1938 Chattanooga ; 1938–1939 Portland; ab 1939 Methodistenkirche: Portland[161]
- Arthur Biggs Statton 1925–1937 Kirche der Vereinigten Brüder in Christo

## 1926–1938
- John S. Stamm 1926–1946 Evangelische Kirche ab 1946–1950 Evangelische Vereinigte Brüderkirche
- Samuel J. Umbreit 1926–1934 Evangelische Kirche
- Raymond J. Wade 1928–1948 Bischöfliche Methodistenkirche; 1928–1940 Stockholm; ab 1939 Methodistenkirche; 1940–1948 Detroit[162]
- James Chamberlain Baker 1928–1952 Bischöfliche Methodistenkirche; 1928–1932 Seoul; 1932–1939 San Francisco; ab 1939 Methodistenkirche; 1939–1940 Kalifornien; 1940–1952 Los Angeles[163]
- Edwin Ferdinand Lee 1928–1948 Bischöfliche Methodistenkirche; Missionsbischof: 1928–1948 Manila; ab 1939 Methodistenkirche[164]
- Grant D. Batdorf 1929–1945 Kirche der Vereinigten Brüder in Christo
- Ira David Warner 1929–1946 Kirche der Vereinigten Brüder in Christo ab 1946–1958 Evangelische Vereinigte Brüderkirche
- John W. Gowdy 1930–1941 Bischöfliche Methodistenkirche; China; ab 1939 Methodistenkirche[165]
- Chih Ping Wang 1930–1939  Bischöfliche Methodistenkirche; China[166]
- Arthur James Moore 1930–1960 Bischöfliche Methodistenkirche des Südens; 1930–1939 Pazifikküste; ab 1939 Methodistenkirche; 1939–1960 Atlanta[167]
- Paul Bentley Kern 1930–1952 Bischöfliche Methodistenkirche des Südens; 1930–1934 Ferner Osten; 1934–1938 North und South Carolina; 1938–1952 Nashville Area; ab 1939 Methodistenkirche[168]
- Angie Frank Smith 1930–1960 Bischöfliche Methodistenkirche des Südens; 1930–1934 Missouri, Oklahoma inkl. Oklahoma Indianermission; 1934–1960 Houston; ab 1939 Methodistenkirche[169]
- George Edward Epp 1930–1946 Evangelische Kirche ab 1946–1958 Evangelische Vereinigte Brüderkirche
- Jashwant Rao Chitambar 1931–1940 Bischöfliche Methodistenkirche; Indien; ab 1939 Methodistenkirche[170]
- Juan Ermete Gattinoni 1932–1945 Bischöfliche Methodistenkirche; 1932–1945 Buenos Aires; ab 1939 Methodistenkirche[171]
- Junius Ralph Magee 1932–1952 Bischöfliche Methodistenkirche; 1932–1939 St. Paul; ab 1939 Methodistenkirche; 1939–1944 Des Moines; 1944–1952 Chicago
- Ralph Spaulding Cushman 1932–1952 Bischöfliche Methodistenkirche; 1932–1939 Denver; ab 1939 Methodistenkirche; 1939–1952 Minnesota[172]
- Elmer Wesley Praetorius 1934–1946 Evangelische Kirche ab 1946–1954 Evangelische Vereinigte Brüderkirche
- Charles H. Stauffacher 1934–1946 Evangelische Kirche ab 1946–1954 Evangelische Vereinigte Brüderkirche
- Jarrell Waskom Pickett 1935–1956 Bischöfliche Methodistenkirche; ab 1939 Methodistenkirche; 1935–1956 Indien[173]
- Roberto Valenzuela Elphick 1936–1940 Bischöfliche Methodistenkirche; 1936–1940 Chile; ab 1939 Methodistenkirche[174]
- Wilbur Emery Hammaker 1936–1948 Bischöfliche Methodistenkirche; 1936–1939 Nanking, China; ab 1939 Methodistenkirche; 1939–1948 Denver[175]
- Charles Wesley Flint 1936–1952 Bischöfliche Methodistenkirche; 1936–1939 Atlanta; ab 1939 Methodistenkirche; 1939–1941 Syracuse; 1941–1952 Washington[176]
- Garfield Bromley Oxnam 1936–1960 Bischöfliche Methodistenkirche; 1936–1939 Omaha; ab 1939 Methodistenkirche; 1939–1944 Boston; 1944–1952 New York City; 1952–1960 Washington (D.C.)[177]
- Alexander Preston Shaw 1936–1952 Bischöfliche Methodistenkirche; 1936–1940 New Orleans; ab 1939 Methodistenkirche; 1940–1952 Baltimore (Zentral Jurisdiktionalkonferenz); In Vertretung 1953–1956 New Orleans[178]
- John McKendree Springer 1936–1944 Bischöfliche Methodistenkirche; Missionsbischof: Afrika; ab 1939 Methodistenkirche[179]
- Friedrich Heinrich Otto Melle 1936–1946 Bischöfliche Methodistenkirche; Deutschland; ab 1939 Methodistenkirche[180]
- Ralph Ansel Ward 1937–1941 Bischöfliche Methodistenkirche; China; ab 1939 Methodistenkirche[181]
- Victor Otterbein Weidler 1938–1946 Kirche der Vereinigten Brüder in Christo ab 1946 - 1950 Evangelische Vereinigte Brüderkirche
- Ivan Lee Holt 1938–1956 Bischöfliche Methodistenkirche des Südens; 1938–1939 Texas, New Mexico; ab 1939 Methodistenkirche; 1939–1944 Dallas; 1944–1956 Missouri[182]
- William Walter Peele 1938–1952 Bischöfliche Methodistenkirche des Südens; 1938–1939; ab 1939 Methodistenkirche; 1939–1952 Richmond[183]
- Clare Purcell 1938–1956 Bischöfliche Methodistenkirche des Südens; 1938–1948 Charlotte; ab 1939 Methodistenkirche; 1948–1956 Alabama[184]
- Charles Claude Selecman 1938–1948 Bischöfliche Methodistenkirche des Südens; 1938–1944 Oklahoma; ab 1939 Methodistenkirche; 1944–1948 Dallas[185]
- John Lloyd Decell 1938–46 Bischöfliche Methodistenkirche des Südens; 1938–1946 Alabama, Georgia; ab 1939 Methodistenkirche[186]
- William Clyde Martin 1938–1964 Bischöfliche Methodistenkirche des Südens; 1938–1939 Pazifikküste; ab 1939 Methodistenkirche; 1939–1948 Kansas-Nebraska; 1948–1964 Dallas-Fort Worth[187]
- William Turner Watkins 1938–1959 Bischöfliche Methodistenkirche des Südens; ab 1939 Methodistenkirche; 1940–1944 Columbia; 1944–1959 Louisville[188]

## 1939–1950
- James Henry Straughn 1939
- John Calvin Broomfield 1939
- William Alfred Carroll Hughes 1940
- Lorenzo Houston King 1940
- Bruce Richard Baxter 1940
- Shot Kumar Mondol 1940
- Clement Daniel Rockey 1941
- Enrique Carlos Balloch 1941
- Z. T. Kaung 1941
- Wen Yuan Chen 1941
- George Carleton Lacy 1941
- Fred L. Dennis 1941 - 1946 Kirche der Vereinigten Brüder in Christo ab 1946 - 1958 Evangelische Vereinigte Brüderkirche
- Dionisio Deista Alejandro 1944
- Fred Pierce Corson 1944
- Walter Earl Ledden 1944
- Lewis Oliver Hartman 1944
- Newell Snow Booth 1944
- Willis Jefferson King 1944
- Robert Nathaniel Brooks 1944
- Edward Wendall Kelly 1944
- William Angie Smith 1944
- Paul Elliott Martin 1944
- Costen Jordan Harrell 1944
- Paul Neff Garber 1944
- Charles Wesley Brashares 1944
- Schuyler Edward Garth 1944
- Arthur Frederick Wesley 1944
- John Abdus Subhan 1945
- John Balmer Showers 1945 - 1946 Kirche der Vereinigten Brüder in Christo ab 1946 - 1954 Evangelische Vereinigte Brüderkirche
- August Theodor Arvidson 1946
- Johann Wilhelm Ernst Sommer 1946
- John Wesley Edward Bowen 1948
- Lloyd Christ Wicke 1948
- John Wesley Lord 1948
- Dana Dawson 1948
- Marvin Augustus Franklin 1948
- Roy Hunter Short 1948
- Richard Campbell Raines 1948
- Marshall Russell Reed 1948
- Harry Clifford Northcott 1948
- Hazen Graff Werner 1948
- Glenn Randall Phillips 1948
- Gerald Hamilton Kennedy 1948
- Donald Harvey Tippett 1948
- Jose Labarrete Valencia 1948
- Sante Uberto Barbieri 1949
- Raymond LeRoy Archer 1950
- David Thomas Gregory 1950 - 1956 Evangelische Vereinigte Brüderkirche

## 1951–1963
- Frederick Buckley Newell 1952
- Edgar Amos Love 1952
- Matthew Wesley Clair Jr 1952
- John Warren Branscomb 1952
- Henry Bascom Watts 1952
- D. Stanley Coors 1952
- Edwin Edgar Voigt 1952
- Francis Gerald Ensley 1952
- Alsie Raymond Grant 1952
- Julio Manuel Sabanes 1952
- Friedrich Wunderlich 1953
- Odd Arthur Hagen 1953
- Ferdinand Sigg 1954
- Reuben Herbert Mueller 1954 - 1968  Evangelische Vereinigte Brüderkirche ab 1968 Evangelisch-methodistische Kirche
- Harold Rickel Heininger 1954 - 1968  Evangelische Vereinigte Brüderkirche
- Lyle Lynden Baughman 1954 - 1960  Evangelische Vereinigte Brüderkirche
- Prince Albert Taylor Jr 1956
- Eugene Maxwell Frank 1956
- Nolan Bailey Harmon 1956
- Bachman Gladstone Hodge 1956
- Hobart Baumann Amstutz 1956
- Ralph Edward Dodge 1956
- Mangal Singh 1956
- Gabriel Sundaram 1956
- Paul E. V. Shannon 1956 - 1956 Evangelische Vereinigte Brüderkirche[189]
- John Gordon Howard 1956 - 1968 Evangelische Vereinigte Brüderkirche[189] ab 1968 Evangelisch-methodistische Kirche
- Hermann Walter Kaebnick 1958 - 1968  Evangelische Vereinigte Brüderkirche ab 1968 Evangelisch-methodistische Kirche
- W. Maynard Sparks 1958 - 1968 Evangelische Vereinigte Brüderkirche ab 1968 Evangelisch-methodistische Kirche
- Paul Murray Herrick 1958 - 1968 Evangelische Vereinigte Brüderkirche ab 1968 Evangelisch-methodistische Kirche
- Bowman Foster Stockwell 1960
- Fred Garrigus Holloway 1960
- William Vernon Middleton 1960
- William Ralph Ward Jr 1960
- James Kenneth Mathews 1960
- Oliver Eugene Slater 1960
- William Kenneth Pope 1960
- Paul Vernon Galloway 1960
- Aubrey Grey Walton 1960
- Kenneth Wilford Copeland 1960
- Everett Walter Palmer 1960
- Ralph Taylor Alton 1960
- Edwin Ronald Garrison 1960
- Torney Otto Nall Jr 1960
- Charles Franklin Golden 1960
- Noah Watson Moore Jr 1960
- Marquis LaFayette Harris 1960
- James Walton Henley 1960
- Walter Clark Gum 1960
- Paul Hardin Jr 1960
- John Owen Smith 1960
- Paul William Milhouse 1960 - 1968  Evangelische Vereinigte Brüderkirche ab 1968 Evangelisch-methodistische Kirche
- Pedro Ricardo Zottele 1962

## 1964–1975
- James Samuel Thomas 1964
- William McFerrin Stowe 1964
- Walter Kenneth Goodson 1964
- Dwight Ellsworth Loder 1964
- Robert Marvin Stuart 1964
- Edward Julian Pendergrass Jr 1964
- Thomas Marion Pryor 1964
- Homer Ellis Finger Jr 1964
- Earl Gladstone Hunt Jr 1964
- Francis Enmer Kearns 1964
- Lance Webb 1964
- Escrivão Anglaze Zunguze 1964
- Robert Fielden Lundy 1964
- Harry Peter Andreassen 1964
- John Wesley Shungu 1964
- Alfred Jacob Shaw 1965
- Prabhakar Christopher Benjamin Balaram 1965
- Stephen Trowen Nagbe 1965
- Franz Werner Schäfer 1966
- Benjamin I. Guansing 1967
- Lineunt Scott Allen 1967
- Paul Arthur Washburn 1968 - 1968 Evangelische Vereinigte Brüderkirche ab 1968 Evangelisch-methodistische Kirche
- Carl Ernst Sommer 1968
- David Frederick Wertz 1968
- Alsie Henry Carleton 1968
- Roy Calvin Nichols 1968
- Arthur James Armstrong 1968 (resigned 1983)
- William Ragsdale Cannon 1968
- Abel Tendekayi Muzorewa 1968
- Cornelio M. Ferrer 1968
- Paul Locke A. Granadosin 1968
- Joseph R. Lance 1968
- Ram Dutt Joshi 1968
- Eric Algernon Mitchell 1969
- Federico Jose Pagura 1969
- Armin E. Härtel 1970 (bis 1986, Bischof der EmK in der 1970 neugegründeten Zentralkonferenz der DDR)
- Ole Edvard Borgen 1970
- Finis Alonzo Crutchfield, Jr. 1972
- Joseph Hughes Yeakel 1972
- Robert E. Goodrich Jr 1972
- Carl Julian Sanders 1972
- Ernest T. Dixon Jr 1972
- Don Wendell Holter 1972
- Wayne K. Clymer 1972
- Joel David McDavid 1972
- Edward Gonzalez Carroll 1972
- Jesse Robert DeWitt 1972
- James Mase Ault 1972
- John B. Warman 1972
- Mack B. Stokes 1972
- Jack Marvin Tuell 1972
- Melvin E. Wheatley Jr 1972
- Edward Lewis Tullis 1972
- Frank Lewis Robertson 1972
- Wilbur Wong Yan Choy 1972
- Robert McGrady Blackburn 1972
- Emilio J. M. de Carvalho 1972
- Fama Onema 1972
- Mamidi Elia Peter 1972
- Bennie de Quency Warner 1973

## 1976–1988
- J. Kenneth Shamblin 1976
- Alonzo Monk Bryan 1976
- Kenneth William Hicks 1976–1992; 1976–1988 Arkansas; 1988–1992 Kansas[190]
- James Chess Lovern 1976
- Leroy Charles Hodapp 1976
- Edsel Albert Ammons 1976
- C. Dale White 1976–1992; 1976–1984 New Jersey; 1984–1992 New York[191]
- Ngoy Kimba Wakadilo 1976
- Almeida Penicela 1976
- LaVerne D. Mercado 1976
- Hermann Ludwig Sticher 1977
- Shantu Kumar A. Parmar 1979
- Thomas Syla Bangura 1979
- John Alfred Ndoricimpa 1980
- William Talbot Handy Jr 1980
- John Wesley Hardt 1980
- Benjamin Ray Oliphint 1980
- Louis Wesley Schowengerdt 1980
- Melvin George Talbert 1980
- Paul Andrews Duffey 1980
- Edwin Charles Boulton 1980
- John William Russell 1980
- Fitz Herbert Skeete 1980–1996, 2002–2003; 1988–1988 Philadelphia; 1988–1986 Boston; 2002–2003 Simbabwe[192]
- George Willis Bashore 1980
- Roy Clyde Clark 1980
- William Boyd Grove 1980
- Emerson Stephen Colaw 1980
- Marjorie Matthews 1980
- Carlton Printess Minnick Jr 1980
- Calvin Dale McConnell 1980
- Kainda Katembo 1980
- Emerito P. Nacpil 1980
- Arthur Flumo Kulah 1980
- Felton Edwin May 1984
- Ernest A. Fitzgerald 1984
- Ralph Kern Eutsler 1984–1988; Holston[193]
- J. Woodrow Hearn 1984–2000; 1984–1992 Nebraska; 1992–2000 Texas[194]
- Walter L. Underwood 1984
- Richard B. Wilke 1984
- J. Lloyd Knox 1984
- Neil L. Irons 1984
- Roy I. Sano 1984
- Lewis Bevel Jones III 1984
- Forrest C. Stith 1984
- Ernest W. Newman 1984
- Woodie W. White 1984
- Robert Crawley Morgan 1984
- David J. Lawson 1984
- Elias Gabriel Galvan 1984
- Rueben Philip Job 1984
- Leontine T. C. Kelly 1984
- Judith Craig 1984–2000; 1984–1992 Michigan; 1992–2000 Ohio West[195]
- Rüdiger Rainer Minor 1986–2005; 1986–1989 Zentralkonferenz Deutsche Demokratische Republik (DDR); 1989–1992 Ostdeutsche Zentralkonferenz; 1993–2005 Eurasien[196]
- Eugenio Poma Anaguña 1986
- Jose Castro Gamboa Jr 1986
- Thomas Barber Stockton 1988
- Harold Hasbrouck Hughes Jr 1988
- Richard Carl Looney 1988
- Robert Hitchcock Spain 1988
- Susan Murch Morrison 1988
- R. Sheldon Duecker 1988
- Joseph Benjamin Bethea 1988
- William B. Oden 1988; 1988–1996 Louisiana; 1996–2004 North Texas[197]
- Bruce P. Blake 1988
- Charles Wilbourne Hancock 1988
- Clay Foster Lee Jr 1988
- Sharon A. Brown Christopher 1988
- Dan E. Solomon 1988
- William B. Lewis 1988
- William W. Dew Jr 1988
- Moises Domingos Fernandes 1988
- Joao Somane Machado 1988

## 1989–2000
- Walter Klaiber 1989
- Heinrich Bolleter 1989
- Hans Vaxby 1989
- Alfred Lloyd Norris 1992
- Joe Allen Wilson 1992
- Robert Eugene Fannin 1992
- Amelia Ann B. Sherer 1992
- Albert Frederick Mutti 1992
- Raymond Harold Owen 1992
- Joel Nestali Martinez 1992
- Donald Arthur Ott 1992
- Kenneth Lee Carder 1992
- Hae Jong Kim 1992–2004; Rücktritt 2005; New York West, Western Pennsylvania[198]
- William Wesley Morris 1992
- Marshall Leroy Meadors Jr 1992
- Charles Wesley Jordan 1992
- Sharon Zimmerman Rader 1992
- S. Clifton Ives 1992
- Mary Ann Swenson 1992
- Done Peter Dabale 1992
- Joseph Christian Humper 1992
- Christopher Jokomo 1992
- Daniel C. Arichea Jr 1994
- G. Lindsey Davis 1996
- Joseph E. Pennel Jr 1996
- Charlene P. Kammerer 1996
- Alfred Johnson 1996
- Cornelius L. Henderson 1996
- Susan Wolfe Hassinger 1996
- J. Lawrence McCleskey 1996
- Ernest S. Lyght 1996
- Janice Riggle Huie 1996
- Marion M. Edwards 1996
- C. Joseph Sprague 1996
- Peter D. Weaver 1996
- Jonathan D. Keaton 1996
- Ray Chamberlain 1996
- John L. Hopkins 1996
- Michael J. Coyner 1996–2016; 1996–2004 Dakotas; 2004–2016 Indiana[199]
- Edward W. Paup 1996 (resigned 2008)
- Ntambo Nkulu Ntanda 1996
- Larry M. Goodpaster 2000
- Rhymes H. Moncure Jr 2000
- Beverly J. Shamana 2000
- Violet L. Fisher 2000
- Gregory V. Palmer 2000
- William W. Hutchinson 2000
- B. Michael Watson 2000
- D. Max Whitfield 2000
- Benjamin Roy Chamness 2000–2008, 2011–2012; 2000–2008 Central Texas; 2011–2012 Tennessee und Memphis
- Linda Lee 2000
- James R. King 2000
- Bruce R. Ough 2000
- Warner H. Brown Jr 2000
- José Quipungo 2000
- Gaspar Joao Domingos 2000
- Leo A. Soriano 2000
- Benjamin A. Justo 2000
- John G. Innis 2000
- Carlos Intipampa 2000

## 2001–2011
- Timothy W. Whitaker 2001
- Øystein Olsen 2001
- Solito K. Toquero 2001
- Nélida (Nelly) Ritchie 2001
- Marcus Matthews 2004
- Sudarshana Devadhar 2004
- Jeremiah J. Park 2004
- Hope Morgan Ward 2004
- William H. Willimon 2004
- James E. Swanson Sr 2004
- Hee-soo Jung 2004
- Robert E. Hayes Jr 2004
- Alfred W. Gwinn Jr 2004
- John R. Schol 2004
- Richard J. Wills Jr 2004
- Robert C. Schnase 2004
- Deborah L. Kiesey 2004
- Jane Allen Middleton 2004
- Thomas J. Bickerton 2004
- Scott J. Jones 2004
- Charles N. Crutchfield 2004
- Robert T. Hoshibata 2004
- Mary Virginia Taylor 2004
- Sally Dyck 2004
- Minerva G. Carcaño 2004
- Eben K. Nhiwatiwa 2004
- Carlos Poma 2004
- Hans Växby 2005
- David Kekumba Yemba 2005
- Rosemarie Wenner 2005
- Benjamin Boni 2005
- Patrick Streiff 2005
- Daniel Wandabula 2006
- Kefas Kane Mavula 2007
- Paul Leeland 2008
- Peggy Johnson 2008
- W. Earl Bledsoe 2008
- John Michael Lowry 2008
- Julius C. Trimble 2008
- Grant J. Hagiya 2008
- Elaine J. W. Stanovsky 2008
- James Dorff 2008
- Joaquina Filipe Nhanala 2008
- Rodolfo Alfonso Juan 2008
- Lito Cabacungan Tangonan 2008
- John K. Yambasu 2008–2020; Sierra Leone[200]

## Gewählt im Juli 2012
- Jonathan Holston 2012
- Ken Carter 2012
- Sandra Steiner-Ball 2012
- Bill McAlilly 2012
- Deborah Wallace-Padgett 2012
- Martin McLee 2012
- Young Jin Cho 2012
- Cynthia Fierro Harvey 2012
- Mark Webb 2012
- Gary Mueller 2012
- Mike McKee 2012
- John Wesley Yohanna 2012

## Gewählt im Juli 2016
- Karen Oliveto 2016
- Tracy Smith Malone 2016
- Frank Beard 2016
- David Bard 2016
- Laurie Haller 2016
- Cynthia Moore-Koikoi 2016
- Latrelle Easterling 2016
- Ruben Saenz, Jr. 2016
- James G. Nunn 2016
- Robert Farr 2016
- Sharma Lewis 2016
- David Graves 2016
- Leonard Fairley 2016
- Sue Haupert-Johnson 2016
- R. Lawson Bryan 2016
- Sharma D. Lewis 2016

## Gewählt im März 2017
- Harald Rückert 2017